# Championnat d'Europe féminin de volley-ball 2023
Navigation
Édition précédente Édition suivante
Le 33e Championnat d'Europe féminin de volley-ball se déroule en Allemagne (Düsseldorf), Belgique (Bruxelles et Gand), Estonie (Tallinn) et Italie (Florence, Monza, Turin et Vérone) du 15 août au 3 septembre 2023.

## Sites des compétitions
Le tournoi se déroule sur 8 sites différents : Düsseldorf, Gand, Tallinn, Monza, Turin et Vérone pour la phase préliminaire. Bruxelles et Florence pour la phase finale.
| \| Gand \| |
| Gand       |

| Gand |

| \| Vérone \| |
| Vérone       |

| Vérone |

| \| Monza \| |
| Monza       |

| Monza |

| \| Turin \| |
| Turin       |

| Turin |

| \| Düsseldorf \| |
| Düsseldorf       |

| Düsseldorf |

| \| Tallinn \| |
| Tallinn       |

| Tallinn |

| \| Florence \| |
| Florence       |

| Florence |

| \| Bruxelles \| |
| Bruxelles       |

| Bruxelles |

## Équipes présentes
| Voie de qualification             | Qualifié  | Voie de qualification | Voie de qualification | Qualifié           |
| --------------------------------- | --------- | --------------------- | --------------------- | ------------------ |
| Pays hôte                         | Allemagne | Qualification         | Poule A               | Roumanie           |
| Pays hôte                         | Belgique  | Qualification         | Poule A               | Croatie            |
| Pays hôte                         | Estonie   | Qualification         | Poule B               | Tchéquie           |
| Pays hôte                         | Italie    | Qualification         | Poule B               | Finlande           |
| Championnat d'Europe féminin 2021 | Bulgarie  | Qualification         | Poule C               | Ukraine            |
| Championnat d'Europe féminin 2021 | France    | Qualification         | Poule C               | Hongrie            |
| Championnat d'Europe féminin 2021 | Pays-Bas  | Qualification         | Poule D               | Slovénie           |
| Championnat d'Europe féminin 2021 | Pologne   | Qualification         | Poule D               | Azerbaïdjan        |
| Championnat d'Europe féminin 2021 | Serbie    | Qualification         | Poule E               | Slovaquie          |
| Championnat d'Europe féminin 2021 | Suède     | Qualification         | Poule E               | Espagne            |
| Championnat d'Europe féminin 2021 | Turquie   | Qualification         | Poule F               | Bosnie-Herzégovine |
| Remplacement                      | Suisse    | Qualification         | Poule F               | Grèce              |
| Total 24                          |           |                       |                       |                    |

## Tour préliminaire

### Poule A
| # | Équipe   | Pts | J | G | Gt | Pt | P | Sp | Sc | Ratio | Pp  | Pc  | Ratio |
| 1 | Serbie   | 15  | 5 | 5 | 0  | 0  | 0 | 15 | 2  | 7.5   | 414 | 285 | 1.453 |
| 2 | Pologne  | 12  | 5 | 4 | 0  | 0  | 1 | 13 | 5  | 2.6   | 422 | 362 | 1.166 |
| 3 | Ukraine  | 9   | 5 | 3 | 0  | 0  | 2 | 10 | 7  | 1.429 | 371 | 383 | 0.969 |
| 4 | Belgique | 6   | 5 | 2 | 0  | 0  | 3 | 6  | 10 | 0.6   | 355 | 370 | 0.959 |
| 5 | Slovénie | 3   | 5 | 1 | 0  | 0  | 4 | 5  | 12 | 0.417 | 357 | 403 | 0.886 |
| 6 | Hongrie  | 0   | 5 | 0 | 0  | 0  | 5 | 2  | 15 | 0.133 | 302 | 418 | 0.722 |

### Poule B
| # | Équipe             | Pts | J | G | Gt | Pt | P | Sp | Sc | Ratio | Pp  | Pc  | Ratio |
| 1 | Italie             | 15  | 5 | 5 | 0  | 0  | 0 | 15 | 0  | MAX   | 375 | 261 | 1.437 |
| 2 | Bulgarie           | 11  | 5 | 3 | 1  | 0  | 1 | 12 | 8  | 1.5   | 440 | 424 | 1.038 |
| 3 | Roumanie           | 7   | 5 | 1 | 1  | 2  | 1 | 10 | 12 | 0.833 | 458 | 478 | 0.958 |
| 4 | Suisse             | 6   | 5 | 1 | 1  | 1  | 2 | 9  | 12 | 0.75  | 417 | 472 | 0.883 |
| 5 | Bosnie-Herzégovine | 5   | 5 | 0 | 2  | 1  | 2 | 9  | 13 | 0.692 | 456 | 463 | 0.985 |
| 6 | Croatie            | 1   | 5 | 0 | 0  | 1  | 4 | 5  | 15 | 0.333 | 420 | 468 | 0.897 |

### Poule C
| # | Équipe      | Pts | J | G | Gt | Pt | P | Sp | Sc | Ratio | Pp  | Pc  | Ratio |
| 1 | Turquie     | 15  | 5 | 5 | 0  | 0  | 0 | 15 | 1  | 15    | 402 | 304 | 1.322 |
| 2 | Tchéquie    | 8   | 5 | 2 | 1  | 0  | 2 | 10 | 8  | 1.25  | 395 | 405 | 0.975 |
| 3 | Allemagne   | 7   | 5 | 2 | 0  | 1  | 2 | 9  | 10 | 0.9   | 414 | 421 | 0.983 |
| 4 | Suède       | 6   | 5 | 2 | 0  | 0  | 3 | 7  | 11 | 0.636 | 393 | 404 | 0.973 |
| 5 | Azerbaïdjan | 5   | 5 | 1 | 1  | 0  | 3 | 8  | 11 | 0.727 | 383 | 403 | 0.95  |
| 6 | Grèce       | 4   | 5 | 1 | 0  | 1  | 3 | 5  | 13 | 0.385 | 392 | 442 | 0.887 |

### Poule D
| # | Équipe    | Pts | J | G | Gt | Pt | P | Sp | Sc | Ratio | Pp  | Pc  | Ratio |
| 1 | Pays-Bas  | 15  | 5 | 5 | 0  | 0  | 0 | 15 | 1  | 15    | 401 | 326 | 1.23  |
| 2 | France    | 11  | 5 | 3 | 1  | 0  | 1 | 13 | 5  | 2.6   | 432 | 352 | 1.227 |
| 3 | Slovaquie | 9   | 5 | 3 | 0  | 0  | 2 | 9  | 7  | 1.286 | 361 | 346 | 1.043 |
| 4 | Espagne   | 7   | 5 | 2 | 0  | 1  | 2 | 8  | 11 | 0.727 | 413 | 435 | 0.949 |
| 5 | Finlande  | 2   | 5 | 0 | 1  | 0  | 4 | 4  | 14 | 0.286 | 373 | 429 | 0.869 |
| 6 | Estonie   | 1   | 5 | 0 | 0  | 1  | 4 | 4  | 15 | 0.267 | 363 | 452 | 0.803 |

## Phase finale
Les finales se déroulent à Bruxelles.
|  | Huitièmes de finale        | Huitièmes de finale              |          |                                | Quarts de finale               | Quarts de finale          |   |  | Demi-finales                     | Demi-finales                     |  |  | Finale                         | Finale                         |
|  | Huitièmes de finale        | Huitièmes de finale              |          |                                | Quarts de finale               | Quarts de finale          |   |  | Demi-finales                     | Demi-finales                     |  |  | Finale                         | Finale                         |
|  |                            |                                  |          |                                |                                |                           |   |  |                                  |                                  |  |  |                                |                                |
|  | 26 août à 18h00, Florence  | 26 août à 18h00, Florence        |          |                                | 29 août à 21h00, Florence      | 29 août à 21h00, Florence |   |  | 1er septembre à 17h00, Bruxelles | 1er septembre à 17h00, Bruxelles |  |  | 3 septembre à 19h30, Bruxelles | 3 septembre à 19h30, Bruxelles |
|  | 26 août à 18h00, Florence  | 26 août à 18h00, Florence        |          |                                | 29 août à 21h00, Florence      | 29 août à 21h00, Florence |   |  | 1er septembre à 17h00, Bruxelles | 1er septembre à 17h00, Bruxelles |  |  | 3 septembre à 19h30, Bruxelles | 3 septembre à 19h30, Bruxelles |
|  | France                     | 3                                |          |                                | 29 août à 21h00, Florence      | 29 août à 21h00, Florence |   |  | 1er septembre à 17h00, Bruxelles | 1er septembre à 17h00, Bruxelles |  |  | 3 septembre à 19h30, Bruxelles | 3 septembre à 19h30, Bruxelles |
|  | France                     | 3                                |          |                                | 29 août à 21h00, Florence      | 29 août à 21h00, Florence |   |  | 1er septembre à 17h00, Bruxelles | 1er septembre à 17h00, Bruxelles |  |  | 3 septembre à 19h30, Bruxelles | 3 septembre à 19h30, Bruxelles |
|  | Roumanie                   | 1                                |          |                                | 29 août à 21h00, Florence      | 29 août à 21h00, Florence |   |  | 1er septembre à 17h00, Bruxelles | 1er septembre à 17h00, Bruxelles |  |  | 3 septembre à 19h30, Bruxelles | 3 septembre à 19h30, Bruxelles |
|  | Roumanie                   | 1                                | France   | 0                              |                                |                           |   |  | 1er septembre à 17h00, Bruxelles | 1er septembre à 17h00, Bruxelles |  |  | 3 septembre à 19h30, Bruxelles | 3 septembre à 19h30, Bruxelles |
|  | 26 août à 21h00, Florence  |                                  | France   | 0                              |                                |                           |   |  | 1er septembre à 17h00, Bruxelles | 1er septembre à 17h00, Bruxelles |  |  | 3 septembre à 19h30, Bruxelles | 3 septembre à 19h30, Bruxelles |
|  |                            | Italie                           | 3        |                                |                                |                           |   |  | 1er septembre à 17h00, Bruxelles | 1er septembre à 17h00, Bruxelles |  |  | 3 septembre à 19h30, Bruxelles | 3 septembre à 19h30, Bruxelles |
|  | Italie                     | Italie                           | 3        | 3                              |                                |                           |   |  | 1er septembre à 17h00, Bruxelles | 1er septembre à 17h00, Bruxelles |  |  | 3 septembre à 19h30, Bruxelles | 3 septembre à 19h30, Bruxelles |
|  | Italie                     | 30 août à 17h00, Bruxelles       |          | 3                              |                                |                           |   |  | 1er septembre à 17h00, Bruxelles | 1er septembre à 17h00, Bruxelles |  |  | 3 septembre à 19h30, Bruxelles | 3 septembre à 19h30, Bruxelles |
|  | Espagne                    | 0                                |          |                                |                                |                           |   |  | 1er septembre à 17h00, Bruxelles | 1er septembre à 17h00, Bruxelles |  |  | 3 septembre à 19h30, Bruxelles | 3 septembre à 19h30, Bruxelles |
|  | Espagne                    | 0                                | Italie   | 2                              |                                |                           |   |  |                                  |                                  |  |  | 3 septembre à 19h30, Bruxelles | 3 septembre à 19h30, Bruxelles |
|  | 27 août à 17h00, Bruxelles |                                  | Italie   | 2                              |                                |                           |   |  |                                  |                                  |  |  | 3 septembre à 19h30, Bruxelles | 3 septembre à 19h30, Bruxelles |
|  |                            | Turquie                          | 3        |                                |                                |                           |   |  |                                  |                                  |  |  | 3 septembre à 19h30, Bruxelles | 3 septembre à 19h30, Bruxelles |
|  | Turquie                    | Turquie                          | 3        | 3                              |                                |                           |   |  |                                  |                                  |  |  | 3 septembre à 19h30, Bruxelles | 3 septembre à 19h30, Bruxelles |
|  | Turquie                    | 1er septembre à 20h30, Bruxelles |          | 3                              |                                |                           |   |  |                                  |                                  |  |  | 3 septembre à 19h30, Bruxelles | 3 septembre à 19h30, Bruxelles |
|  | Belgique                   | 1                                |          |                                |                                |                           |   |  |                                  |                                  |  |  | 3 septembre à 19h30, Bruxelles | 3 septembre à 19h30, Bruxelles |
|  | Belgique                   | 1                                | Turquie  | 3                              |                                |                           |   |  |                                  |                                  |  |  | 3 septembre à 19h30, Bruxelles | 3 septembre à 19h30, Bruxelles |
|  | 27 août à 20h00, Bruxelles |                                  | Turquie  | 3                              |                                |                           |   |  |                                  |                                  |  |  | 3 septembre à 19h30, Bruxelles | 3 septembre à 19h30, Bruxelles |
|  |                            | Pologne                          | 0        |                                |                                |                           |   |  |                                  |                                  |  |  | 3 septembre à 19h30, Bruxelles | 3 septembre à 19h30, Bruxelles |
|  | Pologne                    | Pologne                          | 0        | 3                              |                                |                           |   |  |                                  |                                  |  |  | 3 septembre à 19h30, Bruxelles | 3 septembre à 19h30, Bruxelles |
|  | Pologne                    | 29 août à 18h00, Florence        |          | 3                              |                                |                           |   |  |                                  |                                  |  |  | 3 septembre à 19h30, Bruxelles | 3 septembre à 19h30, Bruxelles |
|  | Allemagne                  | 0                                |          |                                |                                |                           |   |  |                                  |                                  |  |  | 3 septembre à 19h30, Bruxelles | 3 septembre à 19h30, Bruxelles |
|  | Allemagne                  | 0                                | Turquie  | 3                              |                                |                           |   |  |                                  |                                  |  |  |                                |                                |
|  | 27 août à 18h00, Florence  |                                  | Turquie  | 3                              |                                |                           |   |  |                                  |                                  |  |  |                                |                                |
|  |                            | Serbie                           | 2        |                                |                                |                           |   |  |                                  |                                  |  |  |                                |                                |
|  | Pays-Bas                   | Serbie                           | 2        | 3                              |                                |                           |   |  |                                  |                                  |  |  |                                |                                |
|  | Pays-Bas                   |                                  |          | 3                              |                                |                           |   |  |                                  |                                  |  |  |                                |                                |
|  | Suisse                     | 0                                |          |                                |                                |                           |   |  |                                  |                                  |  |  |                                |                                |
|  | Suisse                     | 0                                | Pays-Bas | 3                              |                                |                           |   |  |                                  |                                  |  |  |                                |                                |
|  | 27 août à 21h00, Florence  |                                  | Pays-Bas | 3                              |                                |                           |   |  |                                  |                                  |  |  |                                |                                |
|  |                            | Bulgarie                         | 0        |                                |                                |                           |   |  |                                  |                                  |  |  |                                |                                |
|  | Bulgarie                   | Bulgarie                         | 0        | 3                              |                                |                           |   |  |                                  |                                  |  |  |                                |                                |
|  | Bulgarie                   | 30 août à 20h00, Bruxelles       |          | 3                              |                                |                           |   |  |                                  |                                  |  |  |                                |                                |
|  | Slovaquie                  | 2                                |          |                                |                                |                           |   |  |                                  |                                  |  |  |                                |                                |
|  | Slovaquie                  | 2                                | Pays-Bas | 1                              |                                |                           |   |  |                                  |                                  |  |  |                                |                                |
|  | 28 août à 17h00, Bruxelles |                                  | Pays-Bas | 1                              |                                |                           |   |  |                                  |                                  |  |  |                                |                                |
|  |                            | Serbie                           | 3        |                                |                                |                           |   |  |                                  |                                  |  |  |                                |                                |
|  | Serbie                     | Serbie                           | 3        | 3                              |                                |                           |   |  |                                  |                                  |  |  |                                |                                |
|  | Serbie                     |                                  |          | 3                              |                                |                           |   |  |                                  |                                  |  |  |                                |                                |
|  | Suède                      | 0                                |          | Match pour la 3e place         | Match pour la 3e place         |                           |   |  |                                  |                                  |  |  |                                |                                |
|  | Suède                      | 0                                | Serbie   | Match pour la 3e place         | Match pour la 3e place         | 3                         |   |  |                                  |                                  |  |  |                                |                                |
|  | 28 août à 20h00, Bruxelles | 28 août à 20h00, Bruxelles       | Serbie   | 3 septembre à 16h00, Bruxelles | 3 septembre à 16h00, Bruxelles | 3                         |   |  |                                  |                                  |  |  |                                |                                |
|  | 28 août à 20h00, Bruxelles | 28 août à 20h00, Bruxelles       |          | 3 septembre à 16h00, Bruxelles | 3 septembre à 16h00, Bruxelles | Tchéquie                  | 1 |  |                                  |                                  |  |  |                                |                                |
|  | Tchéquie                   | 3                                | Italie   | 0                              |                                | Tchéquie                  | 1 |  |                                  |                                  |  |  |                                |                                |
|  | Tchéquie                   | 3                                | Italie   | 0                              |                                |                           |   |  |                                  |                                  |  |  |                                |                                |
|  | Ukraine                    | 2                                |          | Pays-Bas                       | 3                              |                           |   |  |                                  |                                  |  |  |                                |                                |
|  | Ukraine                    | 2                                |          | Pays-Bas                       | 3                              |                           |   |  |                                  |                                  |  |  |                                |                                |

Huitièmes de finale
Quarts de finale
Demi-finales
Troisième place
Finale

## Classement final
Les 3 premières équipes au classement sont qualifiées d'office pour le Championnat du monde 2025.
Les 8 premières équipes au classement sont qualifiées d'office pour le Championnat d'Europe 2026.
| Rang                       | Équipe             |
| -------------------------- | ------------------ |
| Médaille d'or, Europe      | Turquie            |
| Médaille d'argent, Europe  | Serbie             |
| Médaille de bronze, Europe | Pays-Bas           |
| 4                          | Italie             |
| 5                          | Pologne            |
| 6                          | France             |
| 7                          | Bulgarie           |
| 8                          | Tchéquie           |
| 9                          | Ukraine            |
| 10                         | Slovaquie          |
| 11                         | Roumanie           |
| 12                         | Allemagne          |
| 13                         | Espagne            |
| 14                         | Suisse             |
| 15                         | Belgique           |
| 16                         | Suède              |
| 17                         | Azerbaïdjan        |
| 18                         | Bosnie-Herzégovine |
| 19                         | Grèce              |
| 20                         | Slovénie           |
| 21                         | Finlande           |
| 22                         | Croatie            |
| 23                         | Estonie            |
| 24                         | Hongrie            |

|  | Qualifié pour le Championnat du monde de volley-ball 2025 et le Championnat d'Europe de volley-ball 2026 |
|  | Qualifié pour le Championnat d'Europe de volley-ball 2026                                                |
|  | Déjà qualifié pour le Championnat d'Europe de volley-ball 2026 en tant que pays hôte.                    |
|  | Déjà qualifié pour le Championnat du monde de volley-ball 2025 en tant que pays hôte.                    |
|  | Déjà qualifié pour le Championnat du monde de volley-ball 2025 en tant que tenant du titre.              |

## Distinctions individuelles
- Meilleure joueuse :  Melissa Vargas
- Meilleure marqueuse :
- Meilleure passeuse :
- Meilleure attaquante :
- Meilleures centrales :
- Meilleures réceptionneuses-attaquantes :
- Meilleure libéro :